# 屈銓 (弘治進士)
屈銓（1473年—？），字秉衡，陝西西安府華州蒲城縣人，軍籍，明朝政治人物。

## 生平
弘治十一年（1498年）戊午科陝西鄉試第四十名舉人，十五年（1502年）中式壬戌科會試第二百九十三名，三甲第一百六十一名進士。授大名府推官，正德三年（1508年）六月升兵科給事中，五年（1510年）正月升尚寶司丞，以劉瑾黨羽被論劾，謫府通判，升同知。

## 家族
曾祖屈斌；祖父屈深；父屈寧，封大名府推官。母孫氏（封孺人）。具慶下。弟屈釴（夔州府知府）、屈鉞、屈銳。